# سيهيونغ
سيهيونغ هي مدينة في كوريا الجنوبية، تتبع مقاطعة غيونغي، بلغ عدد سكانها 425,184 نسمة في 2015، تبلغ مساحتها 131.46 كيلومتر مربع.

## أعلام
- هام سانغ-ميونغ